# 瓜尔迪亚雷贾
瓜尔迪亚雷贾（義大利語：Guardiaregia），是意大利坎波巴索省的一个市镇。总面积41平方公里，人口766人，人口密度18.7人/平方公里（2009年）。ISTAT代码为070028。